# Rhinobaccha gracilis
Rhinobaccha gracilis är en tvåvingeart som beskrevs av Meijere 1908. Rhinobaccha gracilis ingår i släktet Rhinobaccha och familjen blomflugor.
Artens utbredningsområde är Sri Lanka. Inga underarter finns listade i Catalogue of Life.